# Вастирджи

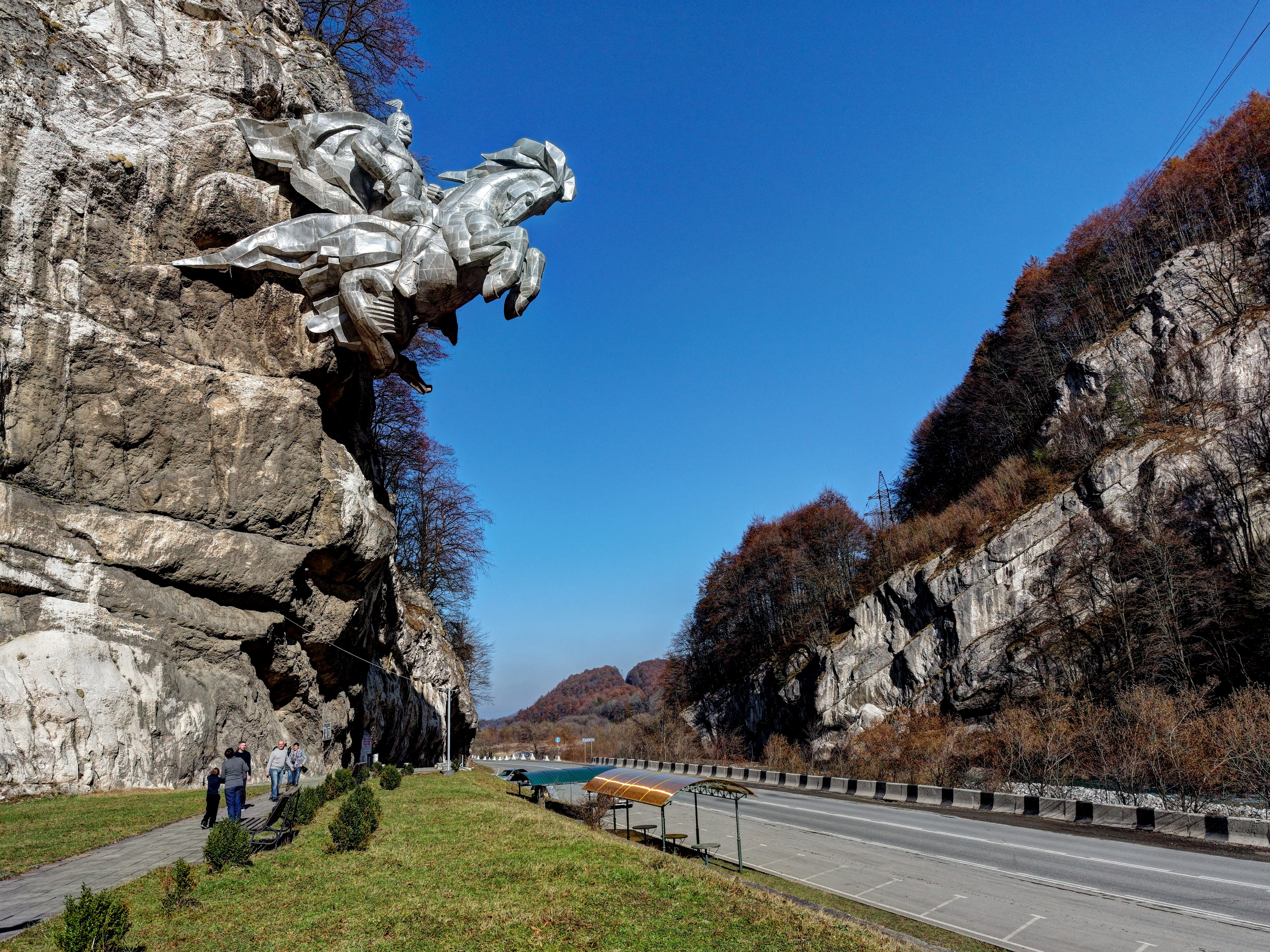
Вастирджи

Ва́́стирджи (ос. Уастырджи або Уасгерги) — найважливіший дзуар в традиційній релігії осетин, один із героїв Нартського епосу. Вважається покровителем чоловіків, подорожніх та воїнів. Ім'я Вастирджи походить від Wac Gergi «Святий Георгій».
В Нартському епосі Вастирджи описують як небожителя, його зображають у вигляді старого на білому коні в білій бурці. Сходячи на землю, він випробовує людей, чи допомагають вони одне одному в потребі та горі. Йому присвячено багато святилищ на території Осетії, щороку в кінці листопада осетини відзначають свято Джеорґуба на честь Вастирджи.
Вастирджи згадано в гімнах Північної та Південної Осетії.